# Галилей (лунный кратер)
Галилей (лат. Galilaei), не путать с кратером Галилей на Марсе, — маленький ударный кратер в западной части Океана Бурь на видимой стороне Луны. Название присвоено в честь итальянского физика, механика, астронома, философа и математика Галилео Галилея (1564—1642) и утверждено Международным астрономическим союзом в 1935 г. Изначально Джованни Риччиоли присвоил имя Галилея структуре, известной сейчас под названием Рейнер Гамма (см. ниже), кратеру Галилей название присвоил Иоганн Медлер. 

## Описание кратера
Ближайшими соседями кратера являются кратер Селевк на северо-западе, кратер Скиапарелли на севере-северо-востоке, кратер Мариус на востоке; кратер Рейнер на востоке-юго-востоке; кратер Кавальери на юго-западе. На западе-северо-западе от кратера находится борозда Галилея; на юго-востоке – структура с высоким альбедо, называемая Рейнер Гамма. Селенографические координаты центра кратера 10°29′ с. ш. 62°50′ з. д. / 10,48° с. ш. 62,83° з. д., диаметр 16,0 км, глубина 2,21 км.
Кратер циркулярной формы с острой кромкой вала, которая имеет альбедо выше чем окружающая местность. У подножья внутреннего склона вала находятся осыпи пород. Среднее возвышение вала 560 м. Чаша кратера имеет участок плоского дна с небольшим поднятием в центре. По морфологическим признакам кратер относится к типу BIO (по названию типичного представителя этого класса – кратера Био).

## Сателлитные кратеры

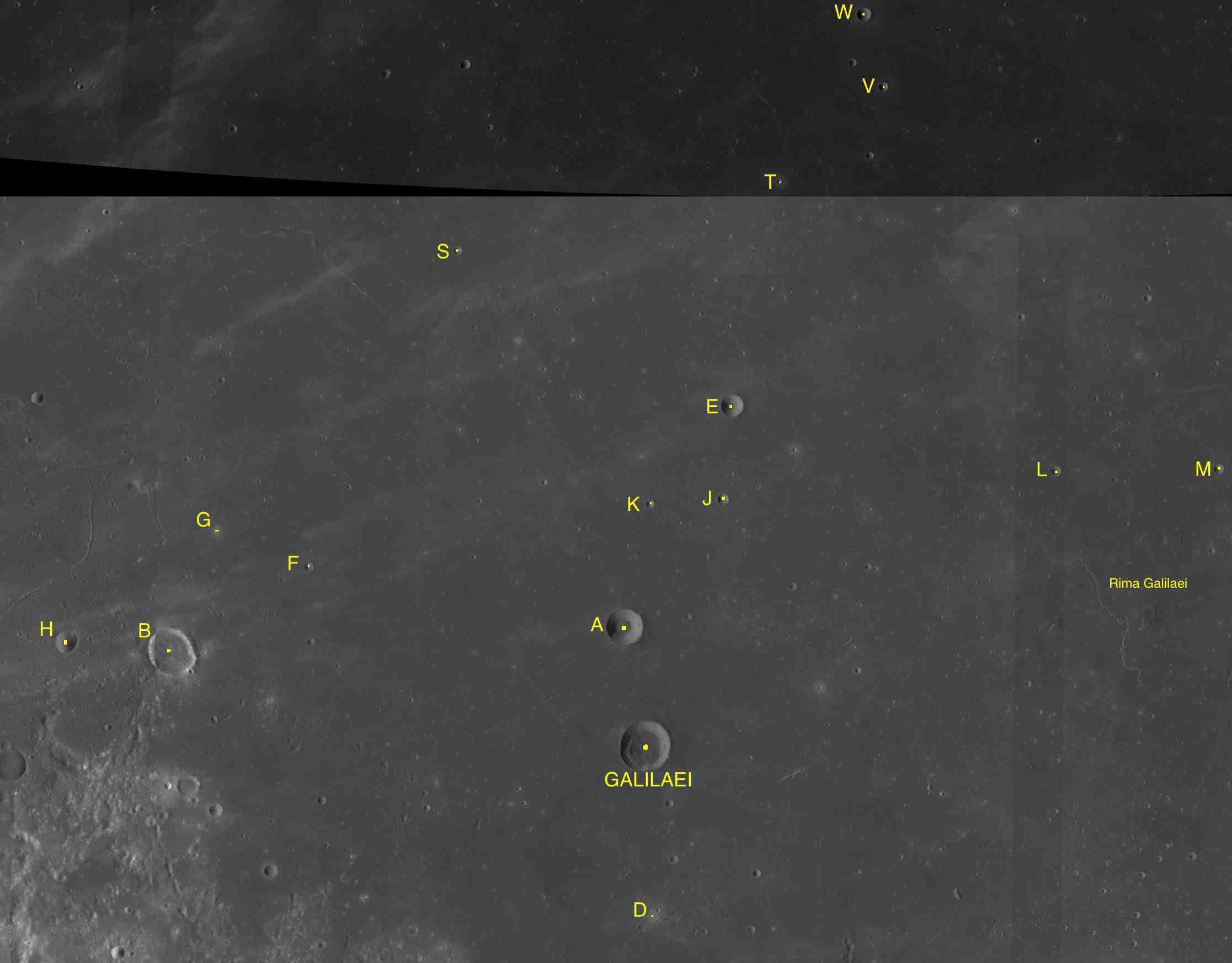
Фрагменты карт LAC-38, LAC-56.

| Галилей | Координаты                                            | Диаметр, км |
| ------- | ----------------------------------------------------- | ----------- |
| A       | 11°41′ с. ш. 63°03′ з. д. / 11,69° с. ш. 63,05° з. д. | 11,2        |
| B       | 11°26′ с. ш. 67°43′ з. д. / 11,43° с. ш. 67,72° з. д. | 15,9        |
| D       | 8°45′ с. ш. 62°45′ з. д. / 8,75° с. ш. 62,75° з. д.   | 0,8         |
| E       | 13°55′ с. ш. 61°56′ з. д. / 13,91° с. ш. 61,94° з. д. | 7,1         |
| F       | 12°17′ с. ш. 66°19′ з. д. / 12,29° с. ш. 66,31° з. д. | 2,9         |
| G       | 12°39′ с. ш. 67°16′ з. д. / 12,65° с. ш. 67,26° з. д. | 0,8         |
| H       | 11°33′ с. ш. 68°49′ з. д. / 11,55° с. ш. 68,81° з. д. | 6,5         |
| J       | 12°58′ с. ш. 62°02′ з. д. / 12,97° с. ш. 62,04° з. д. | 3,6         |
| K       | 12°56′ с. ш. 62°47′ з. д. / 12,93° с. ш. 62,79° з. д. | 2,6         |
| L       | 13°15′ с. ш. 58°37′ з. д. / 13,25° с. ш. 58,61° з. д. | 3,4         |
| M       | 13°17′ с. ш. 56°56′ з. д. / 13,28° с. ш. 56,93° з. д. | 3,2         |
| S       | 15°28′ с. ш. 64°46′ з. д. / 15,46° с. ш. 64,77° з. д. | 2,7         |
| T       | 16°10′ с. ш. 61°28′ з. д. / 16,16° с. ш. 61,47° з. д. | 1,6         |
| V       | 17°07′ с. ш. 60°24′ з. д. / 17,11° с. ш. 60,4° з. д.  | 2,7         |
| W       | 17°50′ с. ш. 60°37′ з. д. / 17,83° с. ш. 60,61° з. д. | 4,4         |

## Места посадок космических аппаратов
- 3 февраля 1966 года приблизительно в 40 км к югу от кратера, в точке с координатами 7.13° с.ш. 64.37° з.д., совершила посадку советская автоматическая межпланетная станция «Луна-9», первый космический аппарат совершивший мягкую посадку на Луне. Этот район получил название Равнина Посадки.